# Île Dowker
Pour les articles homonymes, voir Dowker.
 (avril 2021).
Si vous disposez d'ouvrages ou d'articles de référence ou si vous connaissez des sites web de qualité traitant du thème abordé ici, merci de compléter l'article en donnant les références utiles à sa vérifiabilité et en les liant à la section « Notes et références ».
L'île Dowker est une île de l'archipel d'Hochelaga située dans le lac Saint-Louis, Québec, entre l'île de Montréal et l'île Perrot. L'île est rattachée à la municipalité de Notre-Dame-de-l'Île-Perrot.